# Ernesto Jesús Brotóns Tena

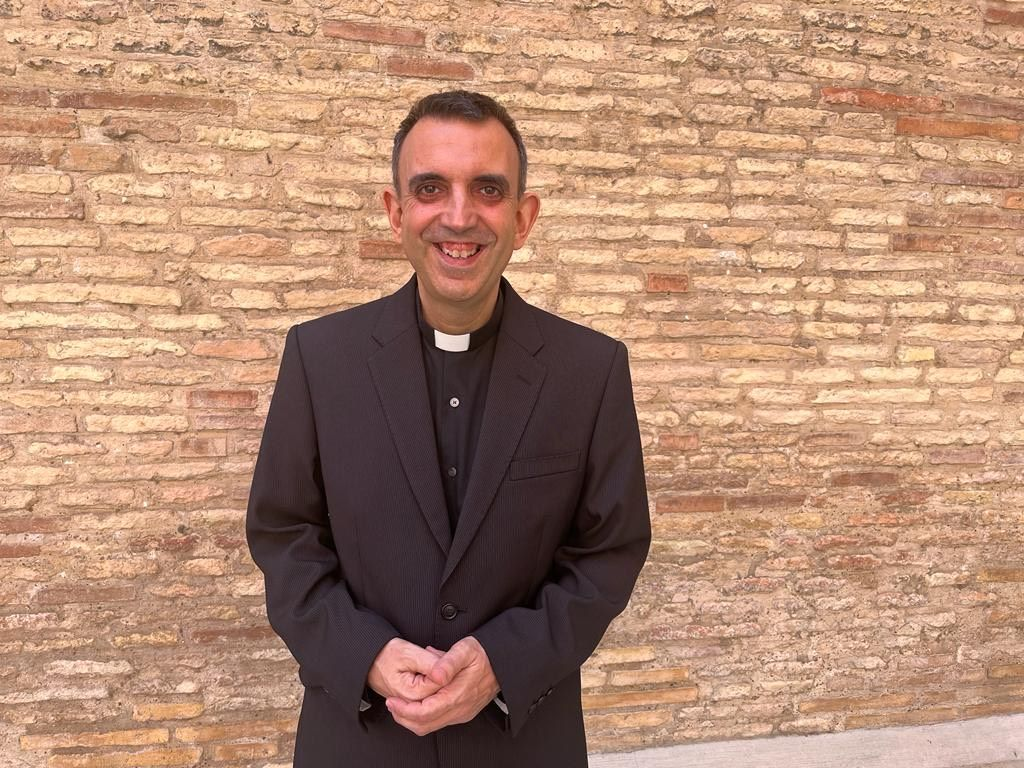
Ernesto Jesús Brotóns Tena, 2022

Ernesto Jesús Brotóns Tena (* 20. Februar 1968 in Saragossa) ist ein spanischer römisch-katholischer Geistlicher und Bischof von Plasencia.

## Leben
Ernesto Jesús Brontóns Tena studierte Philosophie und Theologie und empfing am 20. Oktober 1993 das Sakrament der Priesterweihe für das Erzbistum Saragossa.
Neben verschiedenen Aufgaben in der Pfarrseelsorge studierte er von 1997 bis 2003 an der Päpstlichen Universität Salamanca und wurde in Dogmatik zum Dr. theol. promoviert. Von 2009 bis 2011 war er stellvertretender Direktor des Centro Regional de Estudios Teológicos de Aragón, das er anschließend bis zu seiner Ernennung zum Bischof leitete. Ab 2017 war er zudem Direktor des Hochschulinstituts für Religionswissenschaften Nuestra Señora del Pilar.
Papst Franziskus ernannte ihn am 16. Juli 2022 zum Bischof von Plasencia. Der Erzbischof von Barcelona, Juan José Kardinal Omella Omella, spendete ihm am 15. Oktober desselben Jahres auf der Plaza de San Nicolás in Plasencia die Bischofsweihe. Mitkonsekratoren waren der Erzbischof von Mérida-Badajoz, Celso Morga Iruzubieta, und der emeritierte Erzbischof von Saragossa, Vicente Jiménez Zamora.